# 獨立區 (瓦拉斯省)

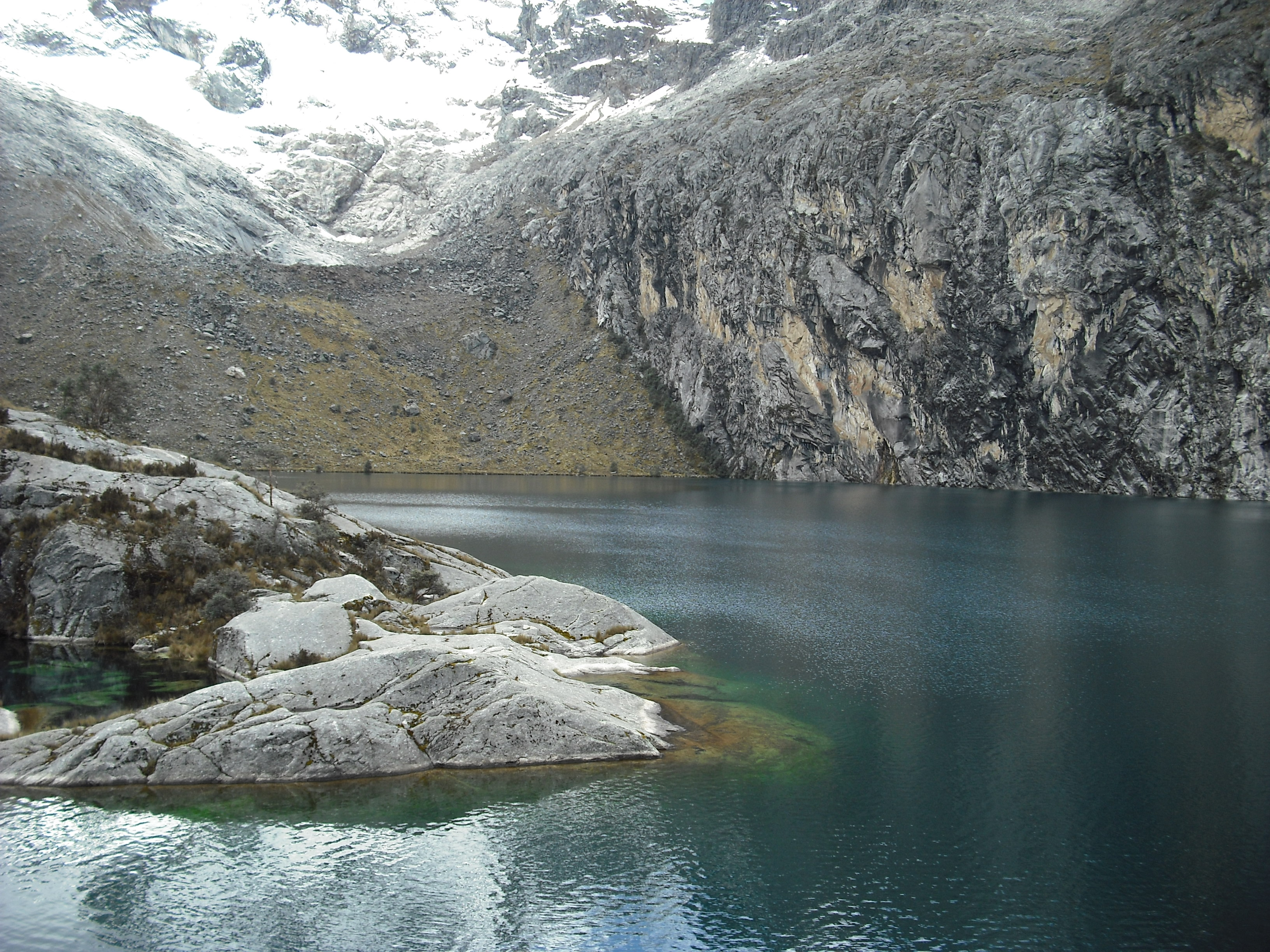

獨立區（西班牙語：Distrito de Independencia），是秘魯的一個區，位於該國北部安卡什大區的瓦拉斯省，始建於1992年11月16日，面積342.95平方公里，海拔高度3,049米，2005年人口61,705，人口密度為每平方公里180人。